# Marthe Niel
Marthe Niel, nata Marie Ange Denieul (Le Cannée, 29 dicembre 1878 – Rennes, 18 novembre 1928), è stata un'aviatrice francese; ottenendo la licenza di pilota il 19 settembre 1910, poco più tardi di Raymonde de Laroche, divenne la seconda donna al mondo ad ottenere un'autorizzazione ufficiale alla conduzione di un aeroplano..

## Biografia
Marie-Ange Denieul nacque il 29 dicembre 1878 a Le Cannée, località nel comune di Paimpont, Ille-et-Vilaine, figlia di Joachim Denieul, un bracciante agricolo, e della moglie Marie-Joseph Saget. Il 9 maggio 1900 sposò Pierre Firmin Fontalbat, un commerciante di vini, lavorando come cuoca dopo il matrimonio; il rapporto si esaurì velocemente concludendosi con il divorzio il 4 maggio 1904.

### Carriera nell'aviazione
Affascinata dall'aviazione, nel 1910 ottenne l'ammissione alla scuola di pilotaggio istituita dal costruttore aeronautico e pioniere Paul Koechlin a Mourmelon-le-Grand, a Sud-Est di Reims. Durante il corso venne riferito che in data 9 giugno 1910 Marcel Hanriot, che stava pilotando il suo Type IV monoplano biposto, superò in volo Niel, ai comandi di un biplano Voisin, mentre era di ritorno da Bétheny verso Mourmelon.
Il 19 settembre 1910, dopo un volo con un monoplano Koechlin, Niel ottenne la Licence No. 226 emessa dall'Aéro-Club de France.

### Pubblicazioni
- (FR) Gérard Hartmann, Marcel Hanriot Le plus jeune pilote d'Europe (PDF), su HydroRetro.net: Dossiers historiques et techniques aéronautique française, http://www.hydroretro.net/etudegh/index.php, 22 febbraio 2007.